# America (film, 2013)
Pour les articles homonymes, voir America.
Pour plus de détails, voir Fiche technique et Distribution.
America est un film français réalisé par Valérie Massadian et sorti en 2013.

## Fiche technique
- Titre : America
- Réalisation : Valérie Massadian
- Scénario : Valérie Massadian
- Photographie : Lars Larson et Mel Massadian
- Son : Bruno Ehlinger
- Montage : Valérie Massadian
- Société de production : Gaïjin (Paris)
- Pays de production :  France
- Durée : 7 minutes
- Date de sortie :  Suisse - 8 août 2013[1]

## Distribution
- Solomon Calvert-Adera

## Sélections
- Festival international du film de Locarno 2013
- Festival international du film de Vancouver 2013
- Viennale 2013[2]